# La Chapelle-Enchérie
 La Chapelle-Enchérie  es una comuna francesa situada en el departamento de Loir-et-Cher, en la región Centre-Val de Loire.

## Demografía
| 213 | 167 | 139 | 129 | 134 | 146 | 210 |
| Para los censos de 1962 a 1999 la población legal corresponde a la población sin duplicidades (Fuente: INSEE [Consultar]) |     |     |     |     |     |     |